# Passo Kleine Scheidegg
Kleine Scheidegg - o pequeno Scheidegg -  é um passo de montanha entre as montanhas Eiger e Lauberhorn, no Oberland bernês, na Suíça. Liga Grindelwald e Lauterbrunnen, duas comunas do cantão de Berna.
No Kleine Scheidegg há hotéis, e a uma estação das duas linhas de caminho-de-ferro de cremalheira, a Wengernalpbahn (desde 1893) e a Jungfraubahn (desde 1896). A Wengernalpbahn tem dois ramais; um começa em Grindelwald, e a outra começa em Lauterbrunnen subindo a pradaria de Wengernalp via Wengen. A Jungfraubahn tem uma espetacular subida que inclui uma passagem pelo interior rochoso dos montes Eiger e Mönch e que chega aos 3454 m de altitude da estação de Jungfraujoch.
No inverno, o passo Kleine Scheidegg é um centro de uma área de esqui em redor de Grindelwald e de Wengen. No verão é um destino popular, e um dos passos de montanha cruzados pela Rota Alpina de Passos de Montanha.

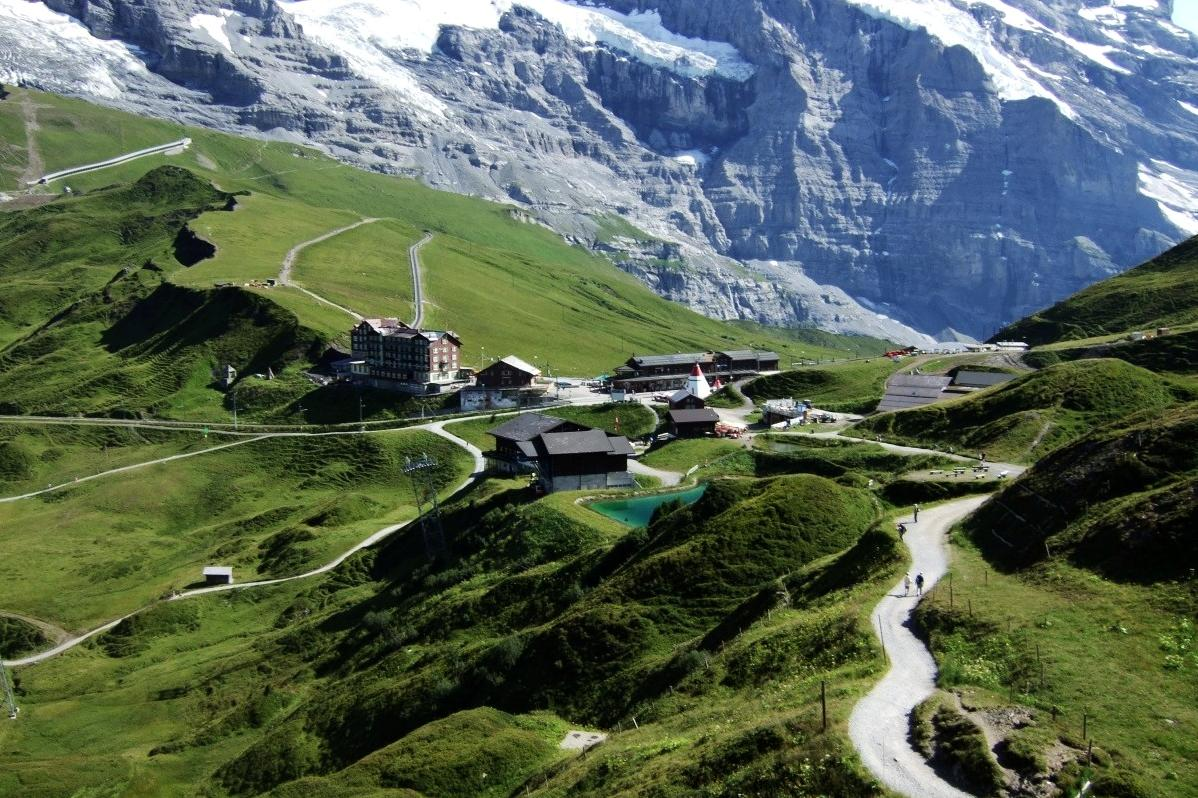
O Kleine Scheidegg visto de norte